# Citroën C3 WRC
Citroën C3 WRC a Citroën Rali-világbajnokságon 2017-től használt versenyautója, melyet a Citroën WRT gyárt és versenyeztet. A C3 a rendkívül sikeres Xsara WRC, C4 WRC és Citroën DS3 WRC utódja. Ez a modell a 2017-től érvénybe lépett szabályrendszerre épült. Első versenye a 2017-es Monte-Carlo-rali volt.

## Statisztikák

### A Rali-világbajnokságon elért győzelmek listája
| Szezon | # | Rali                   | Felszín | Versenyző       | Navigátor        |
| ------ | - | ---------------------- | ------- | --------------- | ---------------- |
| 2017   | 1 | 2017 Rally Mexico      | Murva   | Kris Meeke      | Paul Nagle       |
| 2017   | 2 | 2017 Rally Catalunya   | Kevert  | Kris Meeke      | Paul Nagle       |
| 2018   | 3 | 2018 Rally Catalunya   | Kevert  | Sébastien Loeb  | Daniel Elena     |
| 2019   | 4 | 2019 Monte Carlo Rally | Kevert  | Sébastien Ogier | Julien Ingrassia |
| 2019   | 5 | 2019 Rally Mexico      | Murva   | Sébastien Ogier | Julien Ingrassia |
| 2019   | 6 | 2019 Rally Turkey      | Murva   | Sébastien Ogier | Julien Ingrassia |

### Teljes Rali-világbajnokság eredménylista
| Versenyek | Győzelmek | Dobogók | Bajnoki címek |
| --------- | --------- | ------- | ------------- |
| 38        | 6         | 19      | 0             |

| Szezon | Csapat                      | Versenyző         | Fordulók | Fordulók | Fordulók | Fordulók | Fordulók | Fordulók | Fordulók  | Fordulók | Fordulók | Fordulók | Fordulók | Fordulók | Fordulók | Fordulók | Pontok | Helyezés |
| Szezon | Csapat                      | Versenyző         | 1        | 2        | 3        | 4        | 5        | 6        | 7         | 8        | 9        | 10       | 11       | 12       | 13       | 14       | Pontok | Helyezés |
| ------ | --------------------------- | ----------------- | -------- | -------- | -------- | -------- | -------- | -------- | --------- | -------- | -------- | -------- | -------- | -------- | -------- | -------- | ------ | -------- |
| 2017   | Citroën Total Abu Dhabi WRT | Kris Meeke        | MON Ki   | SWE 12   | MEX 1    | FRA Ki   | ARG Ki   | POR 18   | ITA Ki    | POL      | FIN 8    | GER Ki   | ESP 1    | GBR 7    | AUS 7    |          | 218    | 4.       |
| 2017   | Citroën Total Abu Dhabi WRT | Craig Breen       | MON      | SWE 5    | MEX      | FRA 5    | ARG Ki   | POR 5    | ITA 25    | POL 11   | FIN 5    | GER 5    | ESP      | GBR 15   | AUS Ki   |          | 218    | 4.       |
| 2017   | Citroën Total Abu Dhabi WRT | Stéphane Lefebvre | MON 9    | SWE      | MEX 15   | FRA 50   | ARG      | POR 13   | ITA       | POL 5    | FIN      | GER      | ESP 6    | GBR      | AUS Ki   |          | 218    | 4.       |
| 2017   | Citroën Total Abu Dhabi WRT | Andreas Mikkelsen | MON      | SWE      | MEX      | FRA      | ARG      | POR      | ITA 8     | POL 9    | FIN      | GER 2    | ESP      | GBR      | AUS      |          | 218    | 4.       |
| 2017   | Citroën Total Abu Dhabi WRT | Hálid al-Kászimi  | MON      | SWE      | MEX      | FRA      | ARG      | POR 17   | ITA       | POL      | FIN 16   | GER      | ESP 17   | GBR 22   | AUS      |          | 218    | 4.       |
| 2018   | Citroën Total Abu Dhabi WRT | Kris Meeke        | MON 4    | SWE Ki   | MEX 3    | FRA 9    | ARG 7    | POR Ki   | ITA Vissz | FIN      | GER      | TUR      | GBR      | ESP      | AUS      |          | 237    | 4.       |
| 2018   | Citroën Total Abu Dhabi WRT | Craig Breen       | MON 9    | SWE 2    | MEX      | FRA      | ARG Ki   | POR 7    | ITA 6     | FIN 8    | GER 7    | TUR Ki   | GBR 4    | ESP 9    | AUS 7    |          | 237    | 4.       |
| 2018   | Citroën Total Abu Dhabi WRT | Sébastien Loeb    | MON      | SWE      | MEX 5    | FRA 14   | ARG      | POR      | ITA       | FIN      | GER      | TUR      | GBR      | ESP 1    | AUS      |          | 237    | 4.       |
| 2018   | Citroën Total Abu Dhabi WRT | Mads Østberg      | MON      | SWE 6    | MEX      | FRA      | ARG      | POR 6    | ITA 5     | FIN 2    | GER Ki   | TUR 23   | GBR 8    | ESP      | AUS 3    |          | 237    | 4.       |
| 2018   | Citroën Total Abu Dhabi WRT | Hálid al-Kászimi  | MON      | SWE      | MEX      | FRA      | ARG 14   | POR      | ITA       | FIN 37   | GER      | TUR 15   | GBR      | ESP 21   | AUS      |          | 237    | 4.       |
| 2019   | Citroën Total WRT           | Sébastien Ogier   | MON 1    | SWE 29   | MEX 1    | FRA 2    | ARG 3    | CHL 2    | POR 3     | ITA 41   | FIN 5    | GER 7    | TUR 1    | GBR 3    | ESP      | AUS      | 278*   | 3.*      |
| 2019   | Citroën Total WRT           | Esapekka Lappi    | MON Ki   | SWE 2    | MEX 13   | FRA 7    | ARG Ki   | CHL 6    | POR Ki    | ITA 7    | FIN 2    | GER 8    | TUR 2    | GBR 27   | ESP      | AUS      | 278*   | 3.*      |

* Szezon folyamatban.